# Hiền Ninh, huyện Quảng Ninh
Hiền Ninh là một xã thuộc huyện Quảng Ninh, tỉnh Quảng Bình, Việt Nam.

## Địa lý
Xã Hiền Ninh nằm ở phía Đông huyện Quảng Ninh, có vị trí địa lý như sau:
- Phía Bắc giáp xã Duy Ninh và xã Hàm Ninh
- Phía Tây giáp xã Trường Xuân
- Phía Nam giáp xã Xuân Ninh
- Phía Đông giáp xã Tân Ninh

Xã Hiền Ninh có diện tích 15,08 km², dân số năm 2019 là 6.850 người, mật độ dân số đạt 454 người/km².